# Mohammed Abbas (Squashspieler)
Mohammed Abbas (* 24. Dezember 1980 in Gizeh) ist ein ehemaliger ägyptischer Squashspieler.

## Karriere
Mohammed Abbas begann seine Karriere im Jahr 1998 und gewann vier Turniere auf der PSA World Tour, darunter die Kuala Lumpur Open Squash Championships 2007 gegen Stewart Boswell. Seine höchste Platzierung in der Weltrangliste war Rang 13 im April 2007. In der Saison 2001 wurde er mit der ägyptischen Nationalmannschaft Vize-Weltmeister hinter Australien. Er trat außerdem 2003, 2005 und 2007 für Ägypten bei Weltmeisterschaften an. Bei den Afrikaspielen 2003 gewann er im Einzel die Silber- und mit der Mannschaft die Goldmedaille. Sein letztes Spiel bestritt er in der Saison 2012.

## Erfolge
- Vizeweltmeister mit der Mannschaft: 2001
- Gewonnene PSA-Titel: 4
- Afrikaspiele: 1 × Gold (Mannschaft 2003), 1 × Silber (Einzel 2003)